# Инфекциозен трахеобронхит при кучетата
Инфекциозен трахеобронхит при кучетата или Кучешка кашлица (на английски: Kennel cough) е инфекциозно респираторно заболяване, характеризиращо се с възпаление на горните дихателни пътища. Това е смесена инфекция причинена от Bordetella bronchiseptica и един или няколко вируса, които отделно също могат да инфектират гостоприемниците. При малките кученца може да засегне цялата дихателна система и да се развие в пневмония.

## Етиология
Основният причинител на заболяването е малката Грам негативна бактерия Bordetella bronchiseptica. Сама или съвместно с други бактерии и вируси предизвиква възпаление на дихателния тракт. Чувствителни към нея са кучета, котки, прасета и зайци. Човекът е сравнително устойчив на заразяване или преболедува леко или безсимптомно.
Освен бактерията причинителите на заболяването са и комплекс от вируси. Това са:
- Canine parainfluenza virus, (CPi)
- Canine adenovirus тип 2
- Canine distemper virus
- Canine herpes virus
- Canine reovirus тип 1, 2, или 3

Констатирано е и участие на Mycoplasma sp.
Първи вирусите поразяват горните дихателни пътища като отварят врата за намесата на по-патогенните бактерии. По време на големи епизоотични вълни е установено, че участват няколко причинителя едновременно. Вирусът на кучешката параинфлуенца (CPi) може да бъде част от синдрома и е вторият най-често изолиран причинител след Bordetella bronchiseptica.

## Епизоотологични особености
Кучешката кашлица е въздушно-капкова инфекция. Основният начин на заразяване е посредством вдишване на миниатюрни капчици носещи причинителите. Възможно е заразяване и при споделяне на съдовете за храна. Дрехите на стопаните също могат да пренасят инфекцията. Лошата вентилация в къщите и помещения, където се събират и отглеждат кучета, допринася за предаването на причинителите на това заболяване.

## Клинични признаци
Инкубационният период е 2 - 14 дни, обикновено 5 - 10. Клиничните признаци са остра, суха, раздираща кашлица, кихане и пухтене Повдигане или гадене. Кашлицата наподобява на звук издаван при крясъка на дива гъска. При леките случаи апетита на кучетата е запазен, остават жизнени и активни. При тежки случаи, признаците могат да прогресират в летаргия, треска, липса на апетит, пневмония, а в най-тежките от тях може да завърши със смърт.

## Диагноза
Диагнозата се основава на демонстрираните клинични признаци и анамнезата. Лабораторното изследване включва посявка на бактериална култура, изолиране на вируса и серологично изследване за потвърждаване на участието на отделните причинители на заболяването.

## Лечение
За намаляване на кашлицата се прилагат кортикостероидни препарати и бронходилататори. При тежки и усложнени случаи се използват антибиотици.

## Профилактика
Прилагат се ваксини създаващи имунитет един или повече от причинителите на заболяването. Организмът изгражда имунитет за около една година, след което е нужно да се извърши реваксинация.